# Marco Fortin
Marco Fortin (Noale, 8 luglio 1974) è un ex calciatore italiano, di ruolo portiere.

## Biografia
Durante la sua carriera Fortin ha solitamente richiesto la maglia numero 14, poiché la pronuncia inglese di questo numero (fourteen) ricalca il suo cognome. Anche suo figlio Mattia gioca come portiere.
Dalla sua casa di Noale dove è cresciuto, dal 2014 a provvigione collabora con la piattaforma My World mettendo a conoscenza i consumatori su un certo tipo di aziende.

## Carriera
Dopo la trafila nelle giovanili dell'Inter e una breve esperienza come terzo portiere alle spalle di Gianluca Pagliuca e Luca Mondini (stagione 1994-1995), il portiere veneto muove i suoi primi passi da professionista in Serie C1 nella Pro Sesto, mettendo insieme 16 presenze.
Nella stagione successiva tornò al sodalizio nerazzurro, ma vi rimase solo fino a settembre per passare alla Sassari Torres in Serie C2, dove, con 26 presenze, disputò il suo primo campionato da titolare. Gioca poi due stagioni, sempre da titolare, nel Giorgione in Serie C2, prima di spiccare il volo verso la Serie B, destinazione Treviso. Gioca 56 partite in due anni di cadetteria. I veneti retrocedono in Serie C1, riscattandosi nella stagione successiva. Quindi ritorna in Serie B, nel Siena, dove, con 37 presenze, è tra i protagonisti della prima promozione in Serie A della squadra toscana.
Nei tre anni di massima serie dei bianconeri parte sempre come riserva, venendo spesso chiamato in causa riuscendo a disputare, in totale, 44 gare.
Nella sessione di mercato estiva del 2006 Fortin, rimasto svincolato, è stato ingaggiato dal Cagliari come secondo di Antonio Chimenti che sostituisce nella parte centrale della stagione. Nella stagione successiva (2007-2008) viene promosso nel ruolo di portiere titolare della squadra e nella sessione del mercato invernale 2008 viene ceduto al L.R. Vicenza dove difende per due stagioni la porta biancorossa.
Il 4 settembre 2010 si accorda con i ciprioti dell'AEK Larnaca, diventando il secondo calciatore italiano a giocare nel campionato cipriota dopo Michele Di Piedi.
Dopo due anni, terminato il contratto con la formazione cipriota, Fortin fa ritorno in Italia accordandosi con la Thermal Abano, formazione dilettantistica di Abano Terme in Provincia di Padova, con la quale ha ottenuto la promozione in Serie D.
Dalla stagione 2013-2014 milita nel Calvi Noale, squadra del suo paese natale, che disputa il campionato di Eccellenza. dove chiude la stagione al secondo posto segnando anche un gol su calcio di rigore.

## Statistiche

### Presenze e reti nei club
Statistiche aggiornate al 30 giugno 2012.
| Stagione           | Squadra            | Campionato         | Campionato | Campionato | Coppe nazionali | Coppe nazionali | Coppe nazionali | Coppe continentali | Coppe continentali | Coppe continentali | Altre coppe | Altre coppe | Altre coppe | Totale | Totale | Totale |
| Stagione           | Squadra            | Comp               | Pres       | Reti       | Comp            | Pres            | Reti            | Comp               | Pres               | Reti               | Comp        | Pres        | Reti        | Pres   | Reti   |        |
| ------------------ | ------------------ | ------------------ | ---------- | ---------- | --------------- | --------------- | --------------- | ------------------ | ------------------ | ------------------ | ----------- | ----------- | ----------- | ------ | ------ | ------ |
| 2002-2003          | Siena              | B                  | 37         | -23        | CI              | 3               | -5              | -                  | -                  | -                  | -           | -           | -           | 40     | -28    |        |
| 2003-2004          | Siena              | A                  | 13         | -24        | CI              | 4               | -4              | -                  | -                  | -                  | -           | -           | -           | 17     | -28    |        |
| 2004-2005          | Siena              | A                  | 19         | -26        | CI              | 1               | -1              | -                  | -                  | -                  | -           | -           | -           | 20     | -27    |        |
| 2005-2006          | Siena              | A                  | 12         | -17        | CI              | 0               | 0               | -                  | -                  | -                  | -           | -           | -           | 12     | -17    |        |
| Totale Siena       | Totale Siena       | Totale Siena       | 81         | -90        |                 | 8               | -10             |                    | -                  | -                  |             | -           | -           | 89     | -100   |        |
| 2006-2007          | Cagliari           | A                  | 17         | -20        | CI              | 0               | 0               | -                  | -                  | -                  | -           | -           | -           | 17     | -20    |        |
| 2007-gen. 2008     | Cagliari           | A                  | 12         | -20        | CI              | 1               | -4              | -                  | -                  | -                  | -           | -           | -           | 13     | -24    |        |
| Totale Cagliari    | Totale Cagliari    | Totale Cagliari    | 29         | -40        |                 | 1               | -4              |                    | -                  | -                  |             | -           | -           | 30     | -44    |        |
| gen.-giu. 2008     | L.R. Vicenza       | B                  | 18         | -20        | CI              | -               | -               | -                  | -                  | -                  | -           | -           | -           | 18     | -20    |        |
| 2008-2009          | L.R. Vicenza       | B                  | 35         | -30        | CI              | 2               | -2              | -                  | -                  | -                  | -           | -           | -           | 37     | -32    |        |
| 2009-2010          | L.R. Vicenza       | B                  | 35         | -34        | CI              | 1               | -2              | -                  | -                  | -                  | -           | -           | -           | 36     | -36    |        |
| Totale Vicenza     | Totale Vicenza     | Totale Vicenza     | 88         | -84        |                 | 3               | -4              |                    | -                  | -                  |             | -           | -           | 91     | -88    |        |
| 2010-2011          | AEK Larnaca        | AK                 | 1+4        | -1 + -8    | CC              | 0               | 0               | -                  | -                  | -                  | -           | -           | -           | 5      | -9     |        |
| 2011-2012          | AEK Larnaca        | AK                 | 12         | -7         | CC              | 0               | 0               | UEL                | 7                  | -10                | -           | -           | -           | 19     | -17    |        |
| Totale AEK Larnaca | Totale AEK Larnaca | Totale AEK Larnaca | 13+4       | -8 + -8    |                 | 0               | 0               |                    | 7                  | -10                |             | -           | -           | 24     | -26    |        |
| Totale carriera    | Totale carriera    | Totale carriera    | 211+4      | -222 + -8  |                 | 12              | -18             |                    | 7                  | -10                |             | -           | -           | 233    | -258   |        |

## Palmarès

### Club

#### Competizioni nazionali
- Serie B: 1

Siena: 2002-2003

#### Competizioni regionali
- Eccellenza: 1

Calvi Noale: 2014-2015